# (31772) Asztalos
1999 JW120 (asteroide 31772) é um asteroide da cintura principal. Possui uma excentricidade de 0.07396060 e uma inclinação de 8.69006º.
Este asteroide foi descoberto no dia 13 de maio de 1999 por LINEAR em Socorro.